# دمنهور الوحش
دمنهور الوحش إحدى قرى مركز زفتى التابع لمحافظة الغربية بجمهورية مصر العربية.

## التاريخ
قرية دمنهور الوحش من القرى القديمة، حيث وردت باسم «دمنهور وحشي» في أعمال جزيرة قوسينا ضمن قرى الروك الصلاحي التي أحصاها ابن مماتي في كتاب قوانين الدواوين، كما وردت باسم «دمنهور وحشي» في أعمال الغربية ضمن قرى الروك الناصري التي أحصاها ابن الجيعان في كتاب «التحفة السنية بأسماء البلاد المصرية». وفي تاريخ 1228هـ/1813م الذي عدّ قرى مصر بعد المسح الذي قام به محمد علي باشا باسم «دمنهور الوحش» ضمن قرى مديرية الغربية.

## السكان
بلغ عدد سكان دمنهور الوحش 14,078 نسمة حسب تقدير عام 2018.
| السنة  | 1882 | 1897 | 1907 | 1927 | 1947 | 1960 | 1976 | 1986 | 1996 | 2006  | 2018   |
| ------ | ---- | ---- | ---- | ---- | ---- | ---- | ---- | ---- | ---- | ----- | ------ |
| القرية | 2175 | 4571 | 3749 | 4930 | 3660 | 4224 | 5681 | 7407 | 8337 | 9,749 | 14,078 |